# لانجر
لنكة أو لَنجر أو لانجر (بالفرنسية: Langres)‏، (نطق:lɑ̃ɡʁ)، هي بلدية في شمال شرق فرنسا. إنها مقاطعة فرعية تقع في إقليم المارن العليا، في منطقة الشرق الكبير.

## المناخ
يظهر الجدول التالي التغييرات المناخية على مدار السنة لنكة:
| البيانات المناخية لـلانجر                                     | البيانات المناخية لـلانجر | البيانات المناخية لـلانجر | البيانات المناخية لـلانجر | البيانات المناخية لـلانجر | البيانات المناخية لـلانجر | البيانات المناخية لـلانجر | البيانات المناخية لـلانجر | البيانات المناخية لـلانجر | البيانات المناخية لـلانجر | البيانات المناخية لـلانجر | البيانات المناخية لـلانجر | البيانات المناخية لـلانجر | البيانات المناخية لـلانجر |
| الشهر                                                         | يناير                     | فبراير                    | مارس                      | أبريل                     | مايو                      | يونيو                     | يوليو                     | أغسطس                     | سبتمبر                    | أكتوبر                    | نوفمبر                    | ديسمبر                    | المعدل السنوي             |
| ------------------------------------------------------------- | ------------------------- | ------------------------- | ------------------------- | ------------------------- | ------------------------- | ------------------------- | ------------------------- | ------------------------- | ------------------------- | ------------------------- | ------------------------- | ------------------------- | ------------------------- |
| الدرجة القصوى °م (°ف)                                         | 14.5 (58.1)               | 17.7 (63.9)               | 21.9 (71.4)               | 26.2 (79.2)               | 29.8 (85.6)               | 34.1 (93.4)               | 35.9 (96.6)               | 37.6 (99.7)               | 31.6 (88.9)               | 25.7 (78.3)               | 21.1 (70.0)               | 15.5 (59.9)               | 37.6 (99.7)               |
| متوسط درجة الحرارة الكبرى °م (°ف)                             | 3.4 (38.1)                | 5.1 (41.2)                | 9.4 (48.9)                | 13.1 (55.6)               | 17.4 (63.3)               | 20.8 (69.4)               | 23.5 (74.3)               | 23.2 (73.8)               | 18.9 (66.0)               | 13.8 (56.8)               | 7.6 (45.7)                | 4.1 (39.4)                | 13.4 (56.1)               |
| متوسط درجة الحرارة الصغرى °م (°ف)                             | −1.3 (29.7)               | −0.7 (30.7)               | 2.1 (35.8)                | 4.6 (40.3)                | 8.7 (47.7)                | 11.7 (53.1)               | 13.9 (57.0)               | 13.9 (57.0)               | 10.6 (51.1)               | 7.2 (45.0)                | 2.4 (36.3)                | −0.3 (31.5)               | 6.1 (43.0)                |
| أدنى درجة حرارة °م (°ف)                                       | −18.1 (−0.6)              | −21.2 (−6.2)              | −13.2 (8.2)               | −6.6 (20.1)               | −2.9 (26.8)               | 2.5 (36.5)                | 5.1 (41.2)                | 5.1 (41.2)                | 2.1 (35.8)                | −4.5 (23.9)               | −10.7 (12.7)              | −16.4 (2.5)               | −21.2 (−6.2)              |
| الهطول مم (إنش)                                               | 80.5 (3.17)               | 64.9 (2.56)               | 65.5 (2.58)               | 59.9 (2.36)               | 82.4 (3.24)               | 70.0 (2.76)               | 74.4 (2.93)               | 67.1 (2.64)               | 72.1 (2.84)               | 86.8 (3.42)               | 83.5 (3.29)               | 88.4 (3.48)               | 895.5 (35.26)             |
| متوسط أيام هطول الأمطار                                       | 12.4                      | 10.6                      | 11.4                      | 10.4                      | 12.6                      | 10.3                      | 9.5                       | 8.9                       | 9.4                       | 11.9                      | 11.9                      | 12.9                      | 132.0                     |
| متوسط الأيام المثلجة                                          | 7.6                       | 6.9                       | 5.4                       | 3.2                       | 0.3                       | 0.0                       | 0.0                       | 0.0                       | 0.0                       | 0.3                       | 3.5                       | 6.2                       | 33.4                      |
| متوسط الرطوبة النسبية (%)                                     | 90                        | 84                        | 78                        | 72                        | 74                        | 73                        | 71                        | 74                        | 79                        | 86                        | 89                        | 91                        | 80.1                      |
| ساعات سطوع الشمس الشهرية                                      | 61.7                      | 86.3                      | 139.1                     | 171.9                     | 194.0                     | 213.9                     | 225.8                     | 219.6                     | 169.6                     | 111.9                     | 60.7                      | 48.4                      | 1٬702٫8                   |
| المصدر #1: Météo France                                       |                           |                           |                           |                           |                           |                           |                           |                           |                           |                           |                           |                           |                           |
| المصدر #2: Infoclimat.fr (humidity and snowy days, 1961–1990) |                           |                           |                           |                           |                           |                           |                           |                           |                           |                           |                           |                           |                           |

## توأمة
للنكة اتفاقيات توأمة مع كل من:
- أبياتغراسو
- بيكونسفيلد [الإنجليزية]‏
- إلفانغن

## أعلام
- جان فرانسوا روجر
- قاي فركلين
- لورا بلانشارد
- دنيس ديدرو
- جان مانس